# Patrícia Pato
Patrícia Pato (Daphne Duck no original) é uma personagem fictícia da Disney, filha de Vovó Donalda e de Tomás Reco, esposa de Gustavo Ganso, mãe de Gastão e tia por parte de pai do Pato Donald.

## Nomes em outros idiomas
- Alemão: Daphne Duck
- Dinamarquês: Andelise And
- Finlandês: Dora Hanhi
- Francês: Daphnée Duck
- Grego: Δάφνη Ντακ
- Holandês: Trijntje Duck
- Inglês: Daphne Duck
- Italiano: Daphne Duck
- Norueguês: Dora Duck
- Polonês: Dafnia Kaczor
- Sérvio: Дафне
- Sueco: Doris Anka